# Римски грудни оклоп
У античко доба је грудни оклоп, или анатомски, херојски оклоп или оклоп који је штитио грудни кош, био направљен од бронзе и  да одговара торзоу онога ко га носи, дизајниран тако да опонаша идеализовани људско тело. Први пут се појављује крајем Ахајског периода у Грчкој и постао широко распрострањен у 5. и 4. века пре нове ере.  Приказан је у грчкој и римској уметности, где га носе генерали, цареви и божанстава, док војници користе друге врсте оклопа.
У римској скулптури оклоп је веома често украшен митолошким сценама. Археолошки проналасци релативно неоштећеног окопа, као и њихов приказ уметника у војним сценама, указују на то да су се једноставније верзије носили у борбеним ситуацијама. Оклопи илустровани сценама из митологије, које су носили императори и богови,су били реалистично направљени па су се на њима налазиле брадавице и пупак.

## Изглед и спецификације
Оклопи су изливани из два дела, предње и задње стране, а које се затим кују. Настали су по узору на  оклоп из раноархајског периода, у облику звона, тежине око 25 килограма. Примери таквог оклопа су пронађени у гробници коњаника, из 5. века п. н. е. у Тракији. Најстарији сачувани приказ у грчкој скулптури је пример торзоа ратника који је пронађен на Акропољу и датира око 470 - 460 пре нове ере. Један од таквих оклопа је приказан на грнчарији из старе Атине, на којој су фигуре приказане црвеном бојом на црној подлози, која датира из око 530. године п. н. е.  до краја 3. века пре нове ере.
Од  475. п. н. е. до 450 године п. н. е., оклоп је краћи, покрива мањи део горњег дела тела, и ужи у струку него каснији примери. Носио се преко тоге. У новијој античкој уметности оклоп се носио преко дуже тоге. У гробници у Вергини је пронађен оклоп који је украшен са утиснутим златом.
Италијански оклопи нису имали заштиту за рамена која се налазила на грчким. Примери нађени у централној Италији представљају анатомски реалистичније оклопе од оних пронађени у Грчкој. Многи примери потичу из гробница у Кампањи, Етрурији, и другим местима у јужној Италији.
Грчки историчар Полибије изоставља грудни оклоп у свом опису врсте оклопа који носи римска војска, али археолошки налази и уметничке представе сугеришу да се носио у борби. Споменик  римском конзулу Емилију Паулусу у Делфима, приказује два римска војника пешадинца који су носили метални оклоп направљен од карика, уз три која носе оклоп.  Оклоп су углавном носили официри, а може бити и од пресоване коже, као метални са кожом (птеригес) на пазуху и доњим  ивицама. Такав оклоп је један од елемената који одликује униформу високих официра.

## Естетика оклопа
Представљање  људског тела у оклопу може бити инспирисан концептом херојства и голотиње, а развој  оклопа је повезан са идеализовањем портрета мушког тела у грчкој уметности, што је радио грчки скулптор Поликлет у својим делима, посебно у скулптури Дорифорос.

## Украси
Хеленистички владари су додавали божанске симболе попут муње на нараменице.
Друга уобичајена декорација је Горгона, или Медузина глава, на горњем делу груди, као и мотиви вегетације. Један од елемената украса која идентификују грчку Атину и римску Минерву, богиње која представљају стратешку страну рата, био грудни покривач са Медузом. Друга божанства, посебно бог рата Арес и Марс, могу бити приказани са оклопом на коме су приказани мишићи торзоа. 

## Римски императори
За скулптуре које су приказивале римске императоре, заједничко је то што сви имају украшени грудни оклоп, често са сценом из митологије. Прикази попут „на крилима победе“, непријатељима у поразу, и другим врлинама представљају императора као господара света. Тако нешто се никада није појављивало на грчким оклопима.
Оклоп на чувеној скулптури  Августа Цезара на Прима Порти је посебно богато украшен. У центру, римски официр ускоро добија римски војни барјак (лат. Aquila) из брадатог "варварина", који изгледа да је из Парте. Римски војник, који има пса на својој страни, најчешће идентификован као млади Тиберије, а сцена представља повратак римског барјака (стандарда) изгубљеног на бици код Каре која се одиграла 53. године п. н. е. Анатомски реално представљен пупак се налази између две централне фигуре, незнатно испод нивоа тла у односу на ноге. Остале фигуре представљају бога просперитета Аполона који јаше Грифина и свира лиру и богињу лова, Диану на леђима јелена и кочије Сунца на врху.